# 46595 Kita-Kyushu
46595 Kita-Kyushu este un asteroid din centura principală de asteroizi.

## Descriere
46595 Kita-Kyushu este un asteroid din centura principală de asteroizi. A fost descoperit pe 29 decembrie 1992 la Geisei de Tsutomu Seki. Asteroidul prezintă o orbită caracterizată de o semiaxă mare de 2,33 ua, o excentricitate de 0,20 și o înclinație de 2,9° în raport cu ecliptica.